# Alfred Weinkrantz
Alfred Weinkrantz, Alfred Wilkins (ur. 1878 w Bartenstein, zm. 24 listopada 1947 w Oakdale w Kalifornii) – niemiecki bankowiec, jugosłowiański urzędnik konsularny, działacz organizacji żydowskich i gospodarczych.

## Życiorys
Pochodzenia żydowskiego. Zawarł związek małżeński w Berlinie (1921). Powierzono mu pełnienie funkcji dyrektora gdańskiej filii Banku Drezdeńskiego (-1933) oraz konsula Jugosławii w Gdańsku (1929-1932). Był przewodniczącym oddziału gdańskiego Centralnego Związku Obywateli Niemieckich Wyznania Mojżeszowego (Central-Verein deutscher Staatsbürger jüdischen Glaubens) (1930-1932) i członkiem gdańskiej izby handlowej (Handelskammer zu Danzig). W 1938 na statku Queen Mary wyemigrował do Stanów Zjednoczonych, gdzie m.in. prowadził interesy dwóch banków niemieckich oraz kino. Władze imigracyjne zmieniły mu nazwisko na Wilkins.